# Costa (Lajas)
Costa es un barrio ubicado en el municipio de Lajas en el Estado Libre Asociado de Puerto Rico. En el Censo de 2010 tenía una población de 1628 habitantes y una densidad poblacional de 34,32 personas por km².

## Geografía
Costa se encuentra ubicado en las coordenadas 17°59′4″N 67°0′4″O / 17.98444, -67.00111. Según la Oficina del Censo de los Estados Unidos, Costa tiene una superficie total de 47.43 km², de la cual 35.86 km² corresponden a tierra firme y (24.39%) 11.57 km² es agua.

## Demografía
Según el censo de 2010, había 1628 personas residiendo en Costa. La densidad de población era de 34,32 hab./km². De los 1628 habitantes, Costa estaba compuesto por el 85.81% blancos, el 5.59% eran afroamericanos, el 0.18% eran amerindios, el 0.18% eran asiáticos, el 6.94% eran de otras razas y el 1.29% pertenecían a dos o más razas. Del total de la población el 99.39% eran hispanos o latinos de cualquier raza.